# Lars Idermark
Lars Nils-Johan Idermark, född 7 september 1957 i Fagerhults församling i Kalmar län, död 13 september 2020 i Släps distrikt i Hallands län, var en svensk företagsledare som från 2013 till 2020 var vd för Södra Skogsägarna. Från 2016 till 2019 var han styrelseordförande för Swedbank AB.
Idermark var tidigare vd för LRF Holding, Andra AP-fonden, KF och Postnord samt styrelseordförande för Aleris.
Han hade en masterexamen i företagsekonomi (MBA) från Uppsala universitet.